# Arjeplogs lappby
Arjeplogs lappby, historisk sameby i Pite lappmark som existerade fram till 1946. Den delades då upp i en fjällsamisk del, Svaipa sameby, och en skogssamisk del, Maskaur sameby. Mindre delar av den gamla Arjeplogsbyn tillfördes samtidigt Mausjaur sameby och Västra Kikkejaur sameby.